# Mitchell Grass Downs
Mitchell Grass Downs es una ecorregión de pastizales, sabanas y matorrales tropicales y subtropicales en el noreste de Australia. Es un pastizal en su mayoría sin árboles, caracterizado por pastos Mitchell ( Astrebla spp. ).

## Ubicación y descripción
La ecorregión limita al norte y al este con ecorregiones de sabana tropical: la sabana tropical de Victoria Plains al noreste, la sabana tropical de Carpentaria al norte, la sabana de Einasleigh Uplands al noreste y la sabana tropical Brigalow al este. Las ecorregiones más áridas se encuentran al oeste y al sur: el gran desierto de Sandy-Tanami al suroeste, el desierto de Simpson al sur y los matorrales mulga del este de Australia al sureste.
La ecorregión incluye tres regiones IBRA : Mitchell Grass Downs, Mount Isa Inlier y Desert Uplands .

## Clima
El clima es tropical y semiárido. La precipitación media anual varía en toda la ecorregión, de 350 mm a 750 mm. En gran parte de la ecorregión, las precipitaciones son estacionales y coinciden con el monzón de verano. Hacia el sureste, las precipitaciones son menos estacionales.

## Flora
La vegetación se compone principalmente de pastos junto con flores silvestres y arbustos bajos, incluido el arbusto azul de Queensland ( Chenopodium auricomum ). Hay bosques dispersos de acacia seca, predominantemente de gidgee ( Acacia cambagei ). Los cursos de agua sostienen bosques de goma de río roja ( Eucalyptus camuldulensis ), coolibah ( E. coolabah ) y paperbark ( Melaleuca spp. ).
El Desert Uplands tiene bosques secos de Eucalyptus populnea, E. melanophloia y E. similis  En el Monte Isa Inlier crecen bosques abiertos bajos de goma elástica ( Eucalyptus leucophloia ), boj Cloncurry ( E. leucophylla ) y boj plateado ( E. pruinosa ).